# Fayette (Alabama)
Fayette es una ciudad ubicada en el condado de Fayette en el estado estadounidense de Alabama. En el censo de 2000, su población era de 4922.

## Demografía
En el 2000 la renta per cápita promedia del hogar era de $25,714, y el ingreso promedio para una familia era de $36,589. El ingreso per cápita para la localidad era de $15,553. Los hombres tenían un ingreso per cápita de $29,857 contra $21,899 para las mujeres.

## Geografía
Fayette se encuentra ubicada en las coordenadas 33°41′31″N 87°49′56″O / 33.69194, -87.83222 (33.692068, -87.832358)
Según la Oficina del Censo de los EE. UU., la ciudad tiene un área total de 8.64 millas cuadradas (22.38 km²).